# آبدره گیرانگر
گیرانگرفیورد آبدره‌ای در غرب نروژ است. این دره در ناحیه مور جنوبی در استان موره اوگ رومسدال Møre og Romsdal واقع شده‌است. این آبدره جزء فهرست میراث جهانی یونسکو می‌باشد.

## نگارخانه

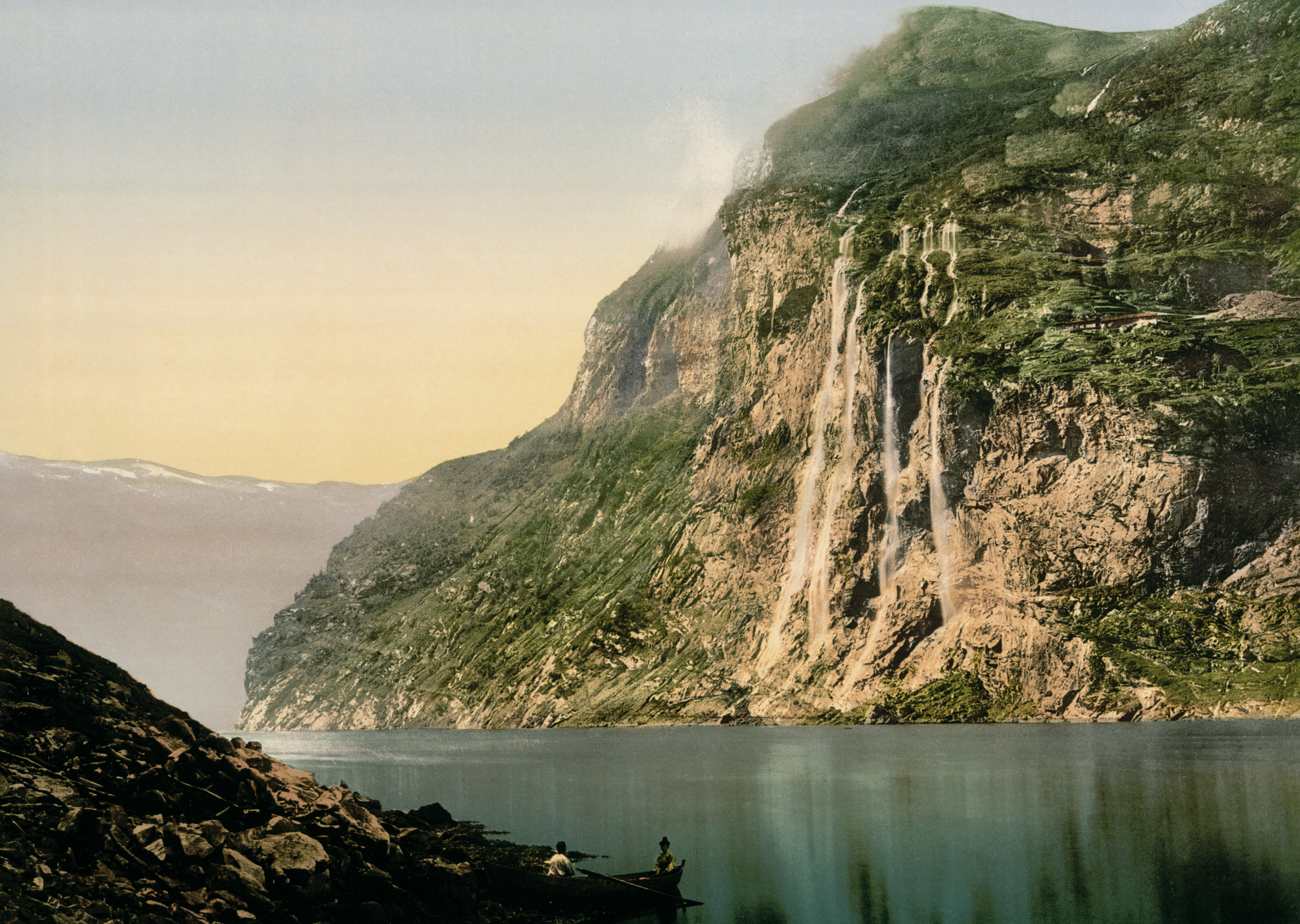
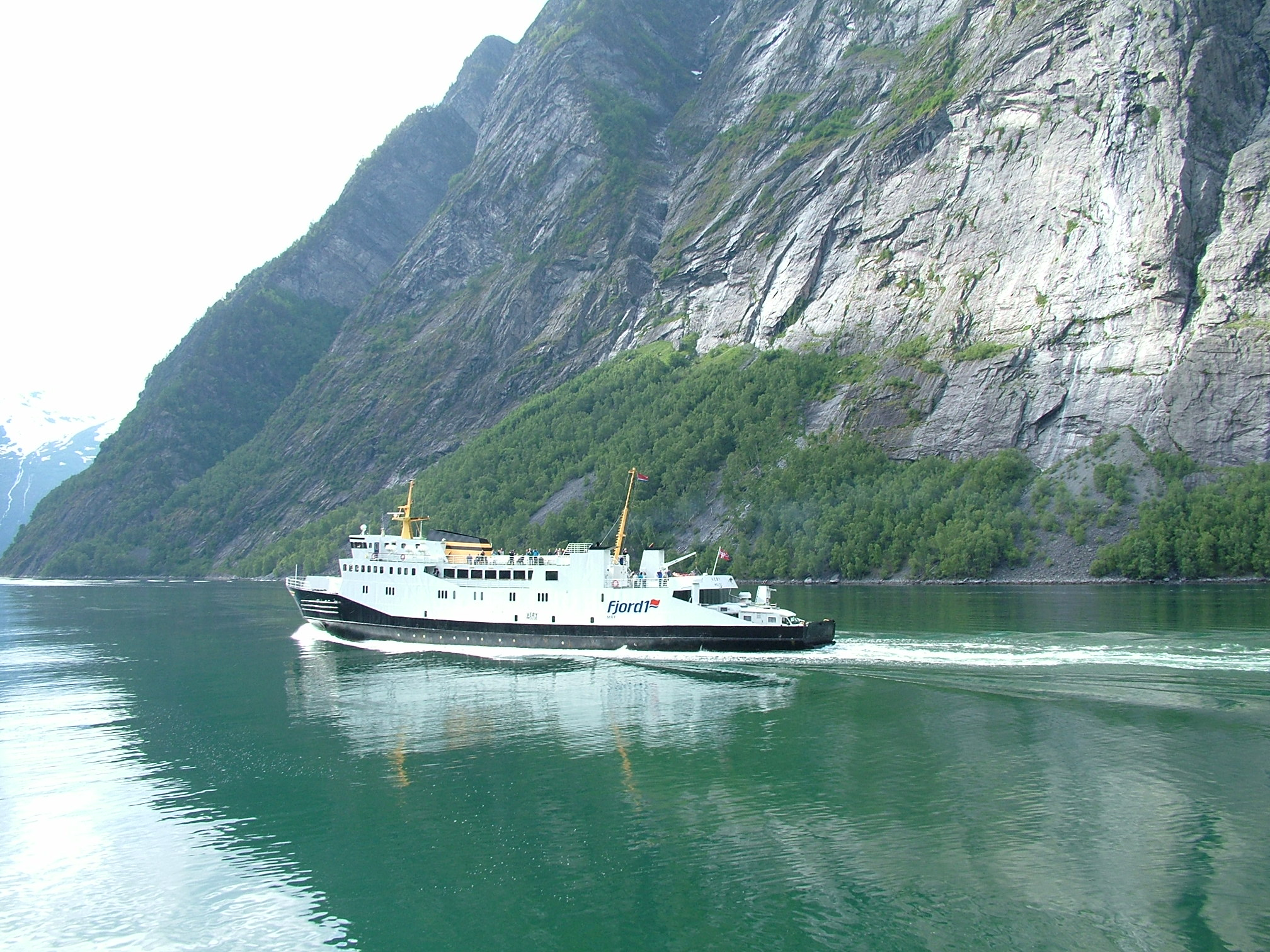
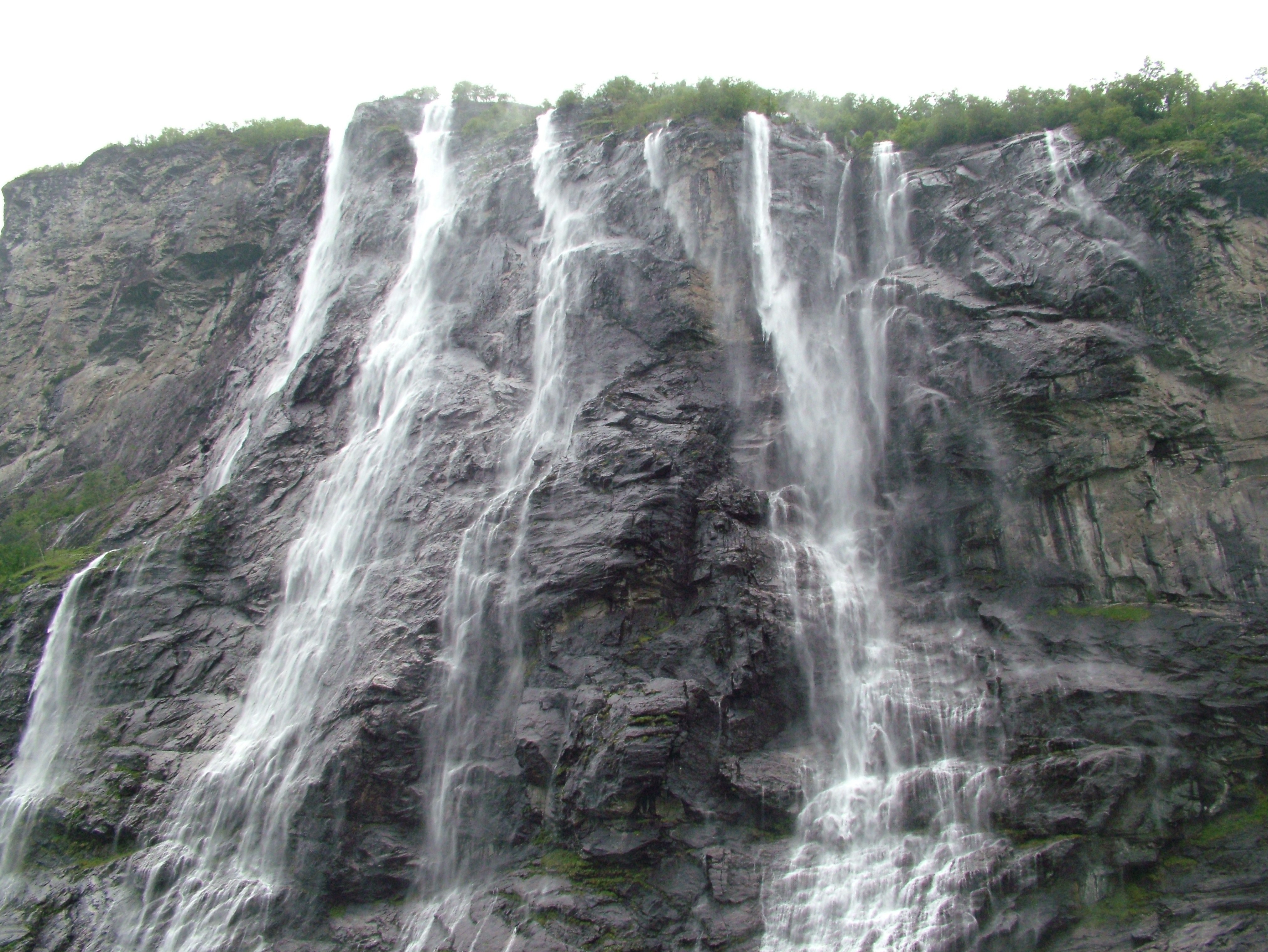
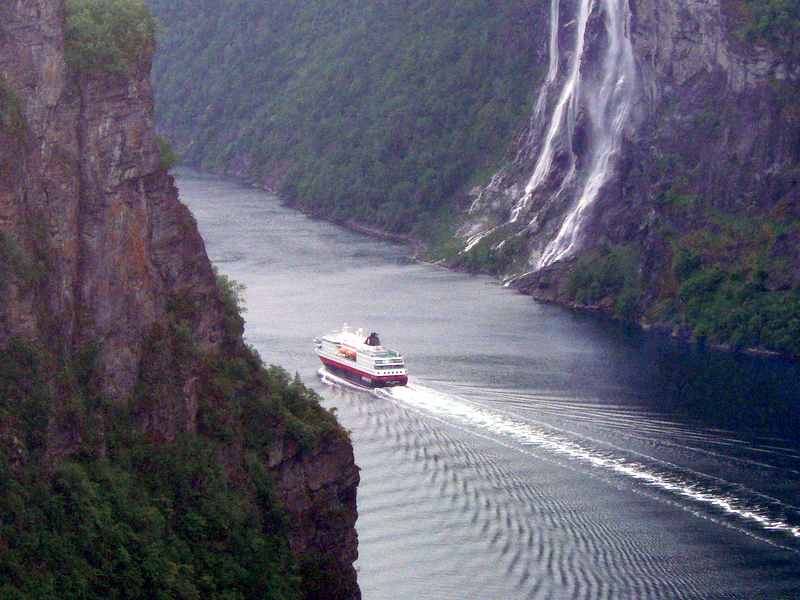
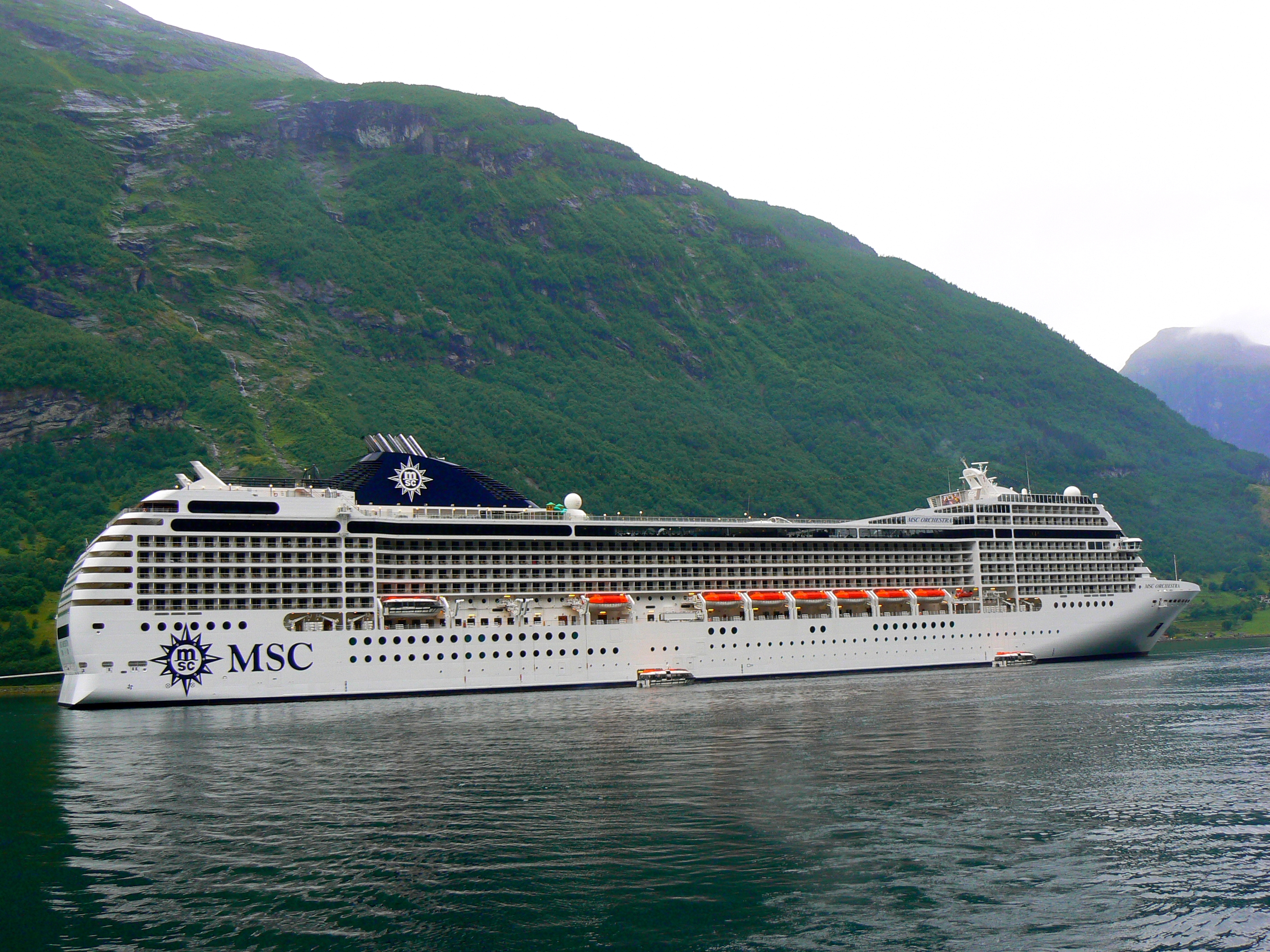